# William Agace

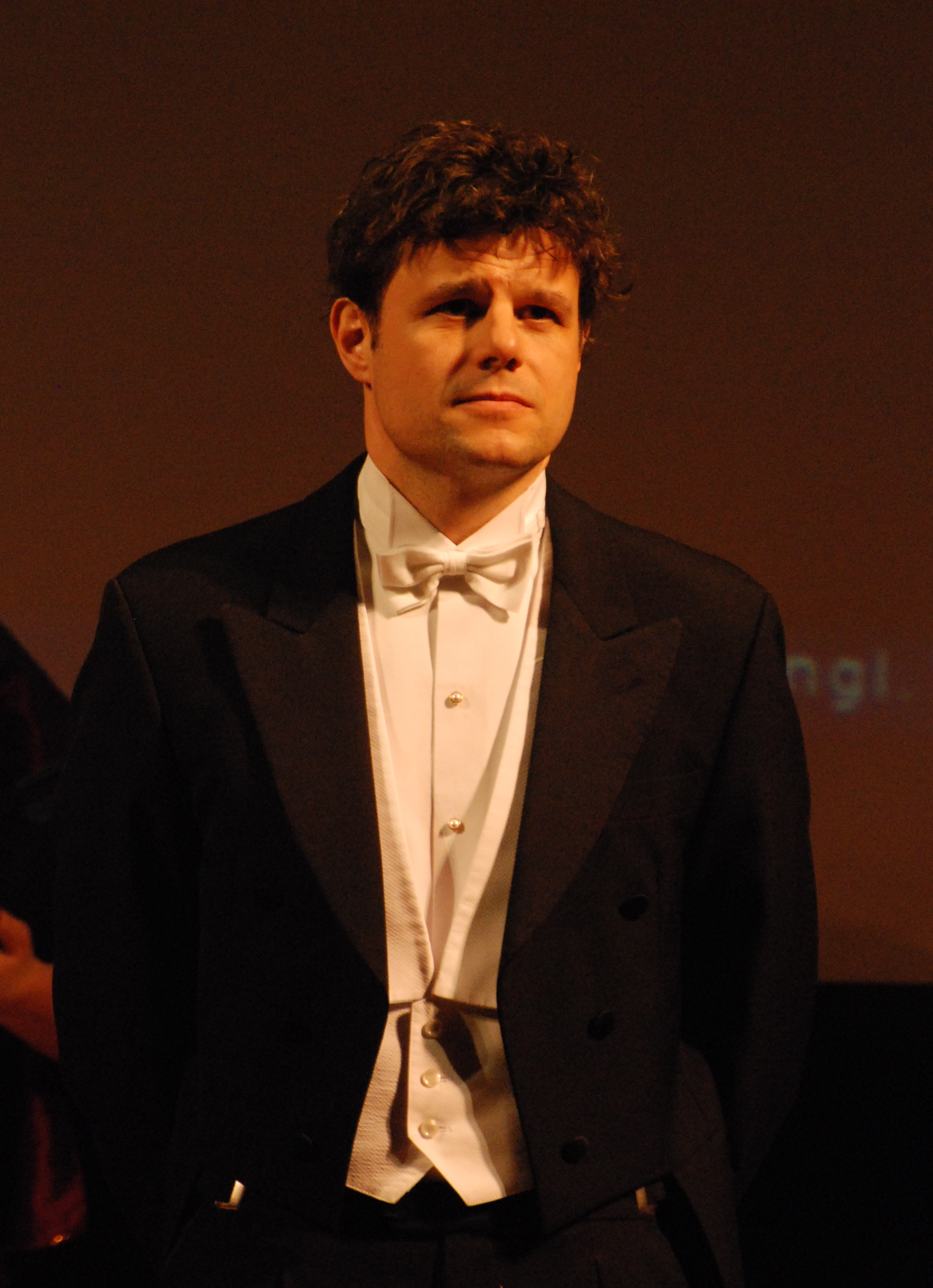
William Agace

William Winston Agace, född 23 oktober 1967, är en svensk immunolog. Han är professor i experimentell medicinsk vetenskap och chef för avdelningen för immunologi vid Biomedicinskt centrum vid Lunds universitet.
År 2010 tilldelades Agace Göran Gustafssonpriset i medicin "för sin framgångsrika forskning som är inriktad på att klarlägga tarmens normala immunförsvar samt förändringar i detta vid inflammatoriska tarmsjukdomar". 